# Burg Reitersdorf

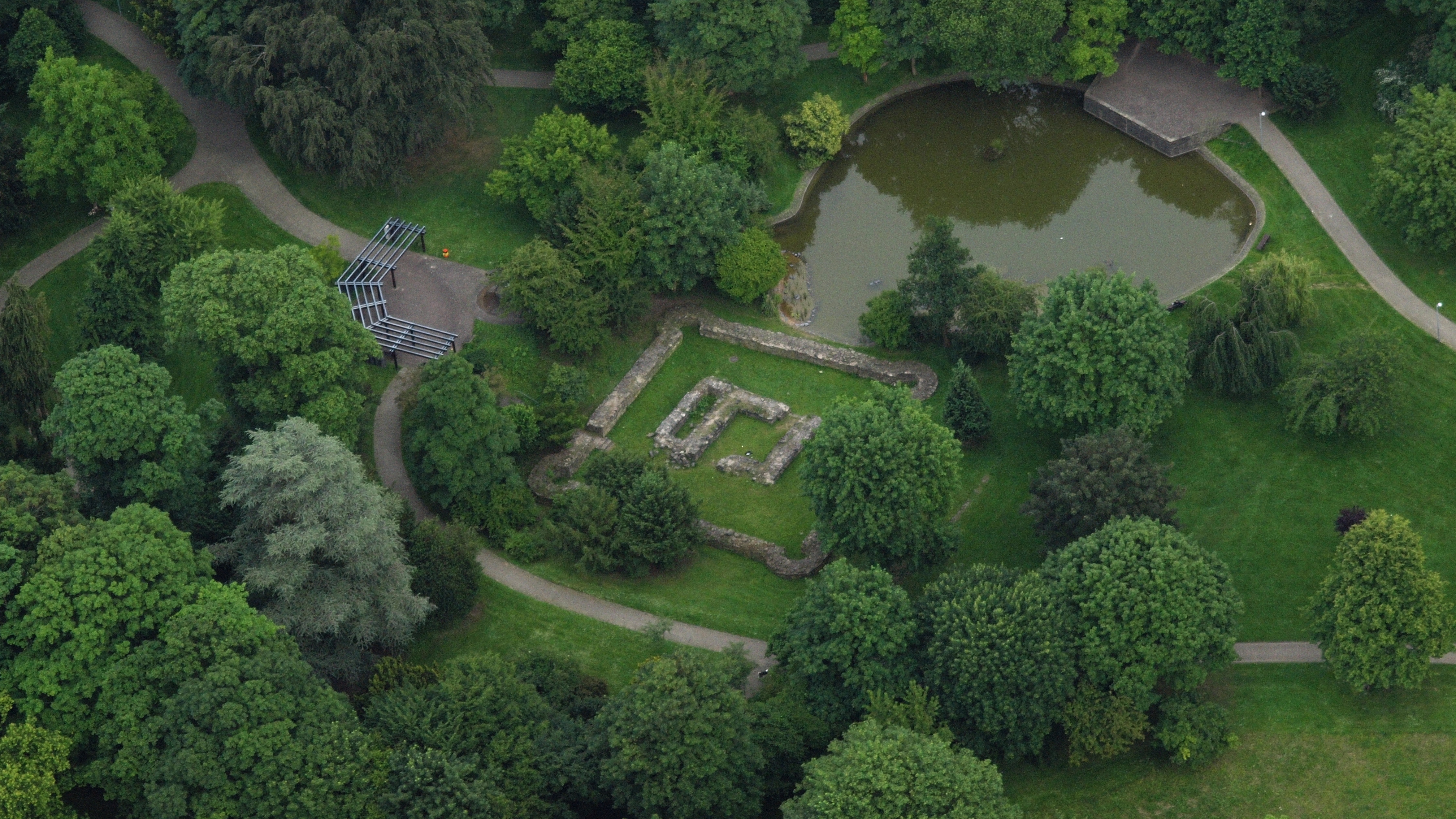
Burg Reitersdorf, Luftaufnahme (2014)

Die Burg Reitersdorf ist eine abgegangene Burg in Bad Honnef, einer Stadt im nordrhein-westfälischen Rhein-Sieg-Kreis. Von der Burg, die Zentrum einer Ortschaft war, sind Fundamente erhalten. Sie liegen am Rande des Stadtzentrums westlich der Hauptstraße im Park Reitersdorf und stehen als Bodendenkmal unter Denkmalschutz.

## Geschichte
866 wurde der Ort Reitersdorf als villa rateresthorp, 893 als Retersdorpht urkundlich erwähnt. Damit handelt es sich bei Reitersdorf um die ältesten sichtbaren Spuren der Stadt Bad Honnef. In der Abschrift des Prümer Urbars von 1222 wird es als Botenstation der dortigen Abtei erwähnt. Der Bau der Burg erfolgte ab 1270 durch Johann von Heinsberg, der darin vermutlich einen Ersatz für die Löwenburg fand, von der er vertrieben wurde. Die Siedlung, zu der auch eine gemeinsam mit der Burg entstandene Kirche „St. Göddert“ gehörte, befand sich in Rheinnähe westlich der Burg. Im Jahre 1288 wurde die Burg als „Castrum Reyterstorp“ ein Lehen des Grafen von Jülich, der sie erweitern ließ. 1317 wurden Burg und Siedlung in einem kriegerischen Akt vom Erzbischof von Köln, einem Gegner des Grafen von Jülich, durch Schleifung weitgehend zerstört. Ihre letzte Erwähnung fand sie 1517 als „Rettersdorf“.
Die Reste der Burg, vor allem der Mauern, dienten in nachfolgenden Jahrhunderten als Keller und Stallung. Teile der anschließend zugeschütteten Reste wurden 1872 noch einmal ausgegraben, als dort General von Seidlitz eine herrschaftliche Villa errichten ließ. Nachdem die nach späteren Besitzern so genannte Villa Bredt-Lipp (Hauptstraße 6) samt umliegendem Grundstück in den Besitz der Stadt Bad Honnef übergegangen war und 1974 für den (nicht umgesetzten) Bau einer Kurklinik abgerissen wurde, grub man 1980 die Ruine wieder aus. Es kam zu einer Restaurierung der Fundamente, die seitdem in einem öffentlich zugänglichen Gelände, dem Park Reitersdorf, frei zugänglich sind.  Er enthält mit einem Ginkgo  einen seltenen Einzelbaum. 2009 kam es zu Anstrengungen, den sanierungsbedürftigen Park inklusive der Burg, einem Steinbrunnen, einer Pergola und einem Teich erneut zu renovieren. Die Renovierung der Pergola erfolgte 2012. Die Sanierung der Burgruine begann im März 2017.
An die ehemalige Ortschaft Reitersdorf erinnern heute neben der freigelegten Burgruine der Name des Parks Reitersdorf, die Straßennamen Reitersdorfer Straße (seit 1948) und An St. Göddert:117 sowie eine am 12. August 1994 eingeweihte, von der Königswinterer Bildhauerin Sigrid Wenzel geschaffene Informationstafel neben der Treppe zur Burgruine:112.

## Burg
Ein unvollendeter Wassergraben umschloss die als Kastell angelegte Burg Reitersdorf. Sie wurde vermutlich in zwei Phasen errichtet. Ihr von vier runden Ecktürmen gesäumter Mauerring mit den ungefähren Maßen 25 mal 25 m schloss ursprünglich einen quadratischen, steinernen Wohnturm ein, der vermutlich von einem Palisadenzaun umgeben wurde. Zuletzt stand dort ein rechteckiger Bau. An der Ostseite wird eine Vorburg vermutet.